# Metandienon
Metandienon, 17α-metylotestosteron – organiczny związek chemiczny z grupy steroidów stosowany jako lek przy niedoborze białka i w rekonwalescencji, a także w celu zapobiegania zanikom mięśniowym po ciężkich chorobach. Bywa wykorzystywany jako środek dopingujący (w takich przypadkach jego stosowanie może prowadzić do uszkodzenia wątroby, przerostu lewej komory serca, agresji i nadmiernego przyrostu masy mięśniowej). Jest sterydem anabolicznym wprowadzonym na rynek amerykański w 1958 roku. Był używany przez kulturystów w celu zwiększenia przyrostów masy mięśniowej, jednak został zakazany przez Agencję Żywności i Leków i wycofany z obrotu w Stanach Zjednoczonych. Jest produkowany w Meksyku, Rosji, Tajlandii. Mimo powszechnej opinii metandienon nie jest produkowany w Polsce, a dostępne obecnie na czarnym rynku leki produkcji Jelfa SA są wyłącznie imitacjami. Obecnie jest wycofany z listy dopuszczonych do obrotu leków.